# Zadiel Sasmaz

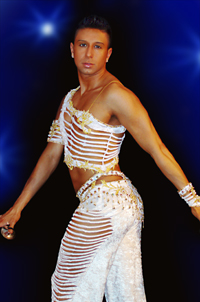
Zadiel (2007)

Zadiel (* 13. Mai 1982 in Berlin; bürgerlich Mehmet Sasmaz) ist ein deutscher Bauchtänzer mit türkischen Wurzeln.

## Leben
Zadiel wuchs in Berlin-Reinickendorf auf, wo er noch immer lebt. Nach dem Fachabitur absolvierte er eine Ausbildung zum Bürokaufmann.
Seine Leidenschaft für den Bauchtanz entdeckte Zadiel mit sieben Jahren, als er auf Videos seiner Mutter Bauchtanzchoreografien sah. Mit 15 Jahren begann Zadiel mit dem Bauchtanz. Dabei begann er zunächst heimlich in seinem Zimmer zu üben. Ab dem Jahre 2004 nahm er Tanzunterricht bei Horacio Cifuentes.
Seine Fähigkeiten und Fertigkeiten im Bereich des Bauchtanzes bzw. orientalischen Tanzes hat er in dieser Zeit durch Teilnahmen an von internationalen Bauchtänzerinnen veranstalteten Workshops perfektioniert. Zadiel ist unter anderem in Japan, Ägypten, Spanien, den USA, Italien und der Türkei aufgetreten. Daneben wurde er auch für Musikvideos gebucht. So bestehen die Videos der Bands 1000 GRAM  und KALI-SAHARA allein aus den von Zadiel selbst entwickelten und choreografierten Tanzsequenzen.
Darüber hinaus berichteten die Fernsehsender ARD und RBB über ihn. Er hatte Auftritte in Fernsehshows, u. a. in der ZDF-Nachmittagssendung inka!. Neben den Fernsehauftritten sind über Zadiel in Deutschland Zeitungsartikel veröffentlicht worden von der Berliner Zeitung, der Spiegel und gleichzeitig am 29. August 2012 mit dem Artikel Zadiel zeigt's – Bauchtanz ist auch für Männer in einer Vielzahl von regionalen Zeitungen deutschlandweit sowie im Focus. Der Tagesspiegel folgte im April 2015. Im ZDF wurde im Frühsommer 2015 in zwei Sendungen ein Beitrag über Zadiel gezeigt, der sich mit der Person und dem Leben als Bauchtänzer befasste.
Die New York Times berichtete 2009 in ihrem Blog. Im Dezember 2014 erschien auf Al-Monitor ein Artikel über das Comeback des männlichen Bauchtanzes in der Türkei, in dem auch Zadiel erwähnt wurde.

## Sonstiges
Neben seiner eigenen Tanzschule Zadiraks in Berlin-Moabit gab er Privatunterricht, u. a. in Malaysia, und veranstaltete weltweit Workshops mit über 100 Teilnehmern. Darüber hinaus hat er eine Lehr-DVD herausgebracht.
Seit 2007 ist Zadiel außerdem als Veranstalter der Orientalhane, einer orientalischen Dinner- und Tanzshow, in Berlin, tätig. Hierbei treten regelmäßig verschiedene Bauchtänzer aus aller Welt sowie regionale Tänzer und Zadiels eigene Tanzgruppe auf. Im Juli 2014 wurde von ihm erstmals ein Ableger der Orientalhane in San Francisco veranstaltet.
Zadiel tanzt selbst und vermittelt internationale Bauchtänzerinnen an die Veranstalter der Gayhane im Berliner Club SO36, deren fester Bestandteil eine etwa halbstündige Bauchtanzshow ist.
Der Maler Dietmar Schwenck hat Zadiel 2011 in seinem Werk „Begegnung der Kulturen“ dargestellt. Dieses Bild zeigt Zadiel mit der Amrumer Trachtengruppe und hängt in der Zentralausstellung des Amrumer Mühlenmuseums.

## Fernsehauftritte
- Volle Kanne im ZDF
- Stern TV
- VIVA Live!
- 2007: Das Supertalent bei RTL
- 2008: Frühcafe bei TV Berlin[17]
- 2009: Interview und Reportage bei Canal*
- 2009: Interview mit TIMM
- 2011: Sing wenn du kannst bei RTL II
- 2012: zibb im RBB
- 2013: Lokalzeit Düsseldorf im WDR
- 2013: zibb-Sommergarten im RBB
- 2013: Inka! im ZDF
- 2013: Es kann nur E1NEN geben bei RTL
- 2013: Brisant in der ARD
- 2014: DAS! im NDR
- 2014: Das Supertalent bei RTL
- 2015: Hallo Deutschland
- 2015: Volle Kanne im ZDF